# Edvard Munch
Edvard Munch (/mʉŋk/, n. 12 decembrie 1863, Ådalsbruk, Hedmark, Norvegia – d. 23 ianuarie 1944, Ekely⁠(d), Comuna Oslo⁠(d), Norvegia) a fost un pictor norvegian, unul dintre pionierii artei moderne, considerat precursor al expresionismului, mai cu seamă un reprezentant al tradiției artistice europene decât a celei norvegiene. A fost prin natura sa un solitar, dar, paradoxal, l-au interesat foarte mult relațiile interumane, care vor reprezenta esența creației sale.

## Date biografice
Edvard Munch se naște la 12 decembrie 1863 la Løten, în județul norvegian Hedmark.  Își pierde ambii părinți, dora și fratele. În 1881 intră la Școala Regală de Desen din Christiania (astăzi Oslo) și se formează sub îndrumarea sculptorului Julius Middelthun. În 1882 frecventează atelierul lui Christian Krohg și cursurile în aer liber conduse de Fritz Thaulow. Thaulow, apreciind talentul lui Munch, se hotărăște să-i finanțeze o călătorie la Anvers și Paris. Pleacă în 1885 la Paris, unde rămâne timp de patru săptămâni, și ia contact cu cercurile artistice pariziene, fiind uimit de pictorii impresioniști. În 1889 organizează la Christiania prima sa expoziție personală iar în 1892 participă la expoziția Asociației Artiștilor Berlinezi. În Berlin, realizează primele gravuri și litografii. În timpul următoarei călătorii la Paris (1896) își expune lucrările la Salonul Artiștilor Independenți și la galeria Bing. Munch se îndepărtează de limbajul artistic impresionist, fiind mai interesat de valorile decorative și de expresivitatea liniilor. În cadrul expoziției Secesiunii din Berlin (1902) expune 22 tablouri din ciclul Frize de viață. La Berlin, face primii pași în domeniul graficii și execută în special acvaforte și litografii. În toamna anului 1908 se internează într-o clinică din Copenhaga din cauza unei accentuate depresiuni afective. În 1910 începe lucrările de decorare a Universității din Christiania. Timp de șapte ani pictează 11 pânze monumentale care ilustrează forțele eterne, dătătoare de viață: Soarele Istoria, Alma Mater (Universitatea, simbolul Științei). Între timp, - după 1933 - în Germania, autoritățile naziste îi consideră operele drept "degenerate" și sunt retrase din muzeele germane. În perioada de ocupație a Norvegiei, Munch trăiește retras pe moșia sa Ekely din Oslo, unde moare la 23 ianuarie 1944, la o lună după ce împlinise 80 de ani.

## Opera lui Munch
Educația artistică a lui Munch în Norvegia se desfășurase în spiritul tradiției naturaliste. Mai târziu, intrând în contact cu arta europeană și mai ales cu cea franceză și germană, artistul își elaborează propriul stil distinct. Atât picturile sale cât și lucrările grafice se evidențiază printr-un îndrăzneț caracter inovator în sfera mijloacelor de realizare a operelor și printr-o expresivitate abstractă a formelor.
Pictând tabloul Țipătul, Edvard Munch pătrunde în lumea fricii și a singurătății. În prim plan țipă un om, al cărui trup contorsionat convulsiv și gestul mâinilor care cuprind capul trădează o spaimă nemăsurată. Chipul gălbui se armonizează cu craniul cadaveric. Culorile mediului simbolizează starea psihică a personajului, albastrul întunecat reține glasul sfâșietor și-l reflectă cu ecou într-un golf larg, până sub cerul strălucitor , de un roșu sângeriu. În afara tabloului reprodus aici, de altfel cel mai cunoscut și care se găsea în Galeria Națională din Oslo, de unde a fost furat, mai există alte cincizeci versiuni diferite ale Țipătului. Originalul furat a fost găsit în 2006.
A patra versiune a tabloului este pictura care a fost licitată la cel mai ridicat preț din lume, fiind adjudecată la 119.922.500$ în cadrul unei licitații organizate la 2 mai 2012).
În multe din tablourile sale se oglindește  atitudinea ambivalentă a lui Munch față de femei. Le privește pe rând fie ca fecioare nepătate și întruchipare a iubirii (Dimineața 1884, Înger în negru 1884, Pubertatea 1894), fie ca simbol al păcatului și instrument al satanei (Vampirul 1893, A doua zi 1895). Din acest punct de vedere, Madonna reprezintă o sinteză perfectă a perverselor lui obsesii mistice și erotice. Prezentându-și Madonna la Salonul Artiștilor Independenți din Paris în anul 1896, Munch îi dă titlul Femeie îndrăgostită, dovedind faptul că în ochii săi religia și senzualitatea sunt strâns legate una de cealaltă. În viziunea lui Munch, femeia iubită se confundă cu Madonna suferinței. Femeia cu sânii dezgoliți și părul despletit, cu capul lăsat pe spate este în culmea extazului iubirii.
Dansul vieții, cel mai mare tablou din ciclul Frizele de viață, ilustrează amintirile, dorințele, dezamăgirile și experiențele artistului.  Munch transformă o distracție plăcută, cum este dansul, într-un balet al nălucilor.

## Galerie

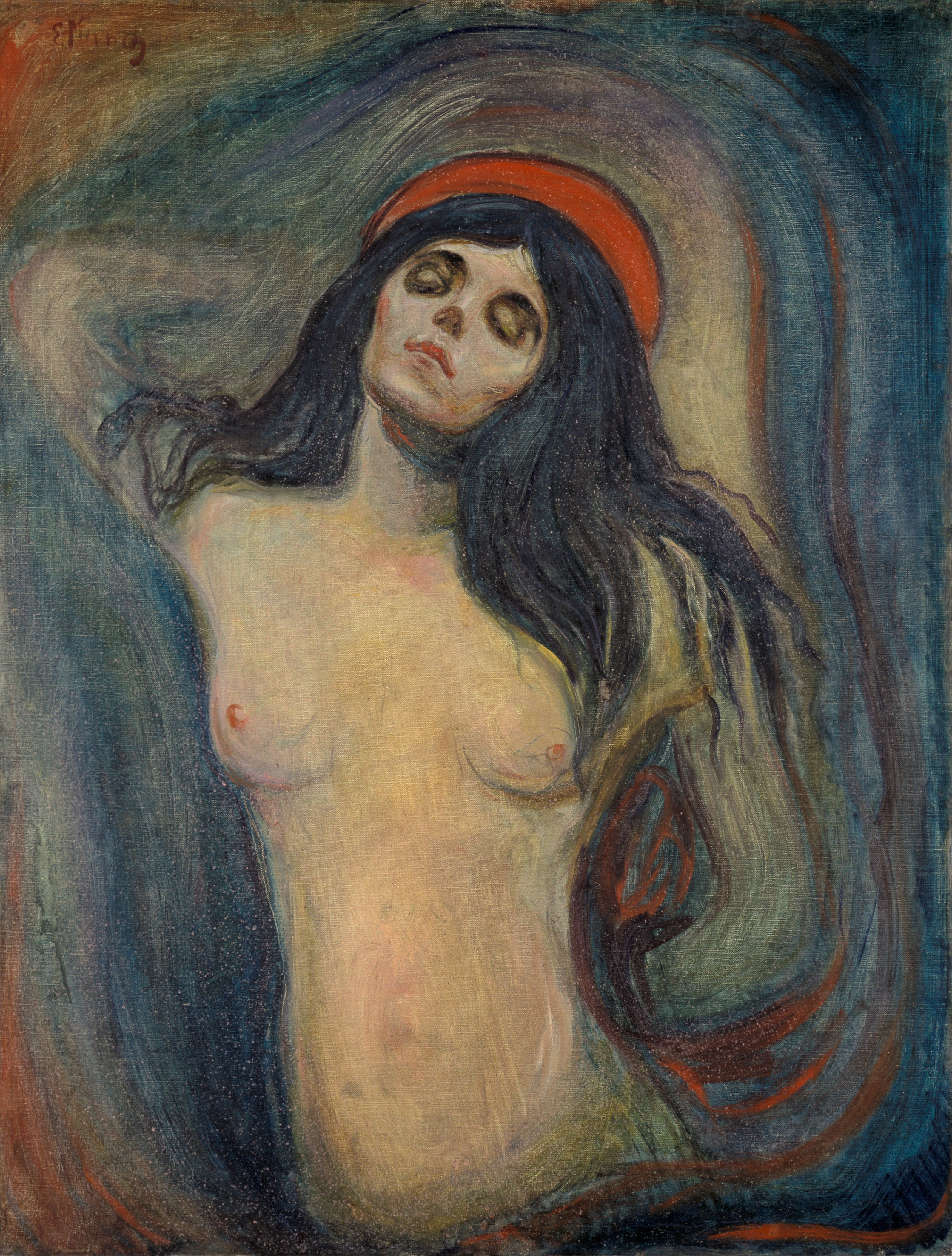
1895 —  Madonna - Mama lui Iisus Hristos
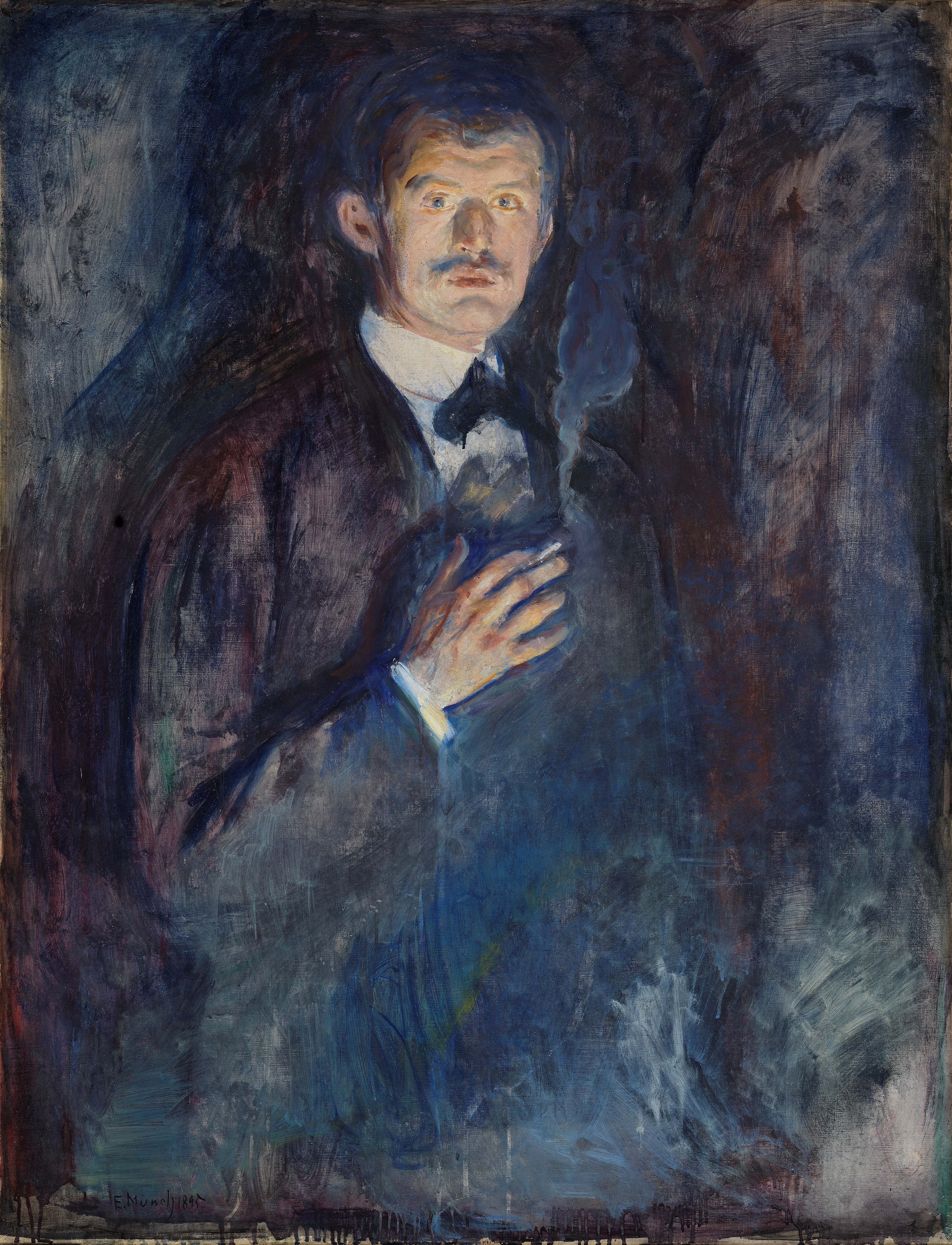
1895 — Autoportret cu țigaretă – Galeria Națională, Oslo
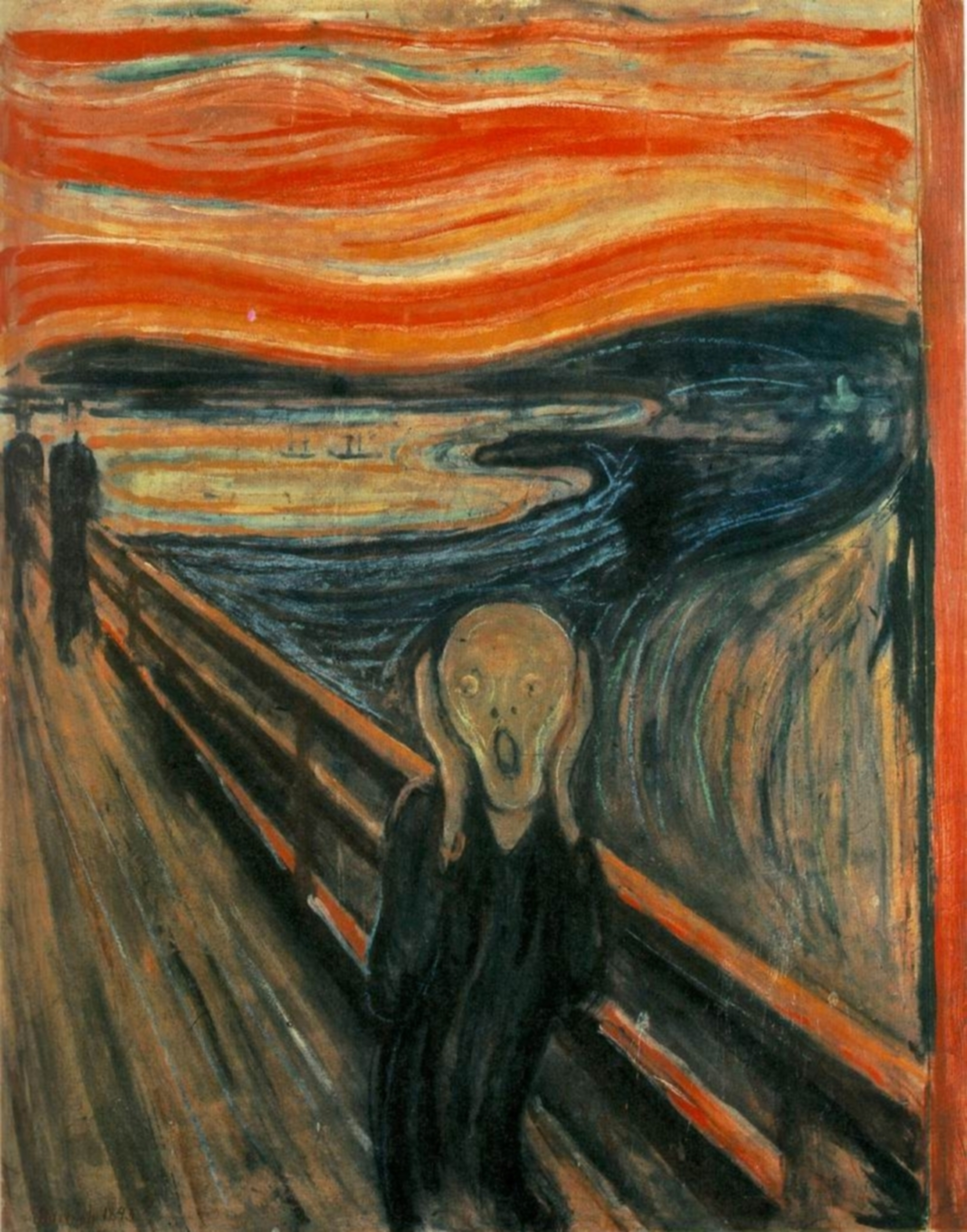
1893 — Țipătul – Galeria Națională, Oslo
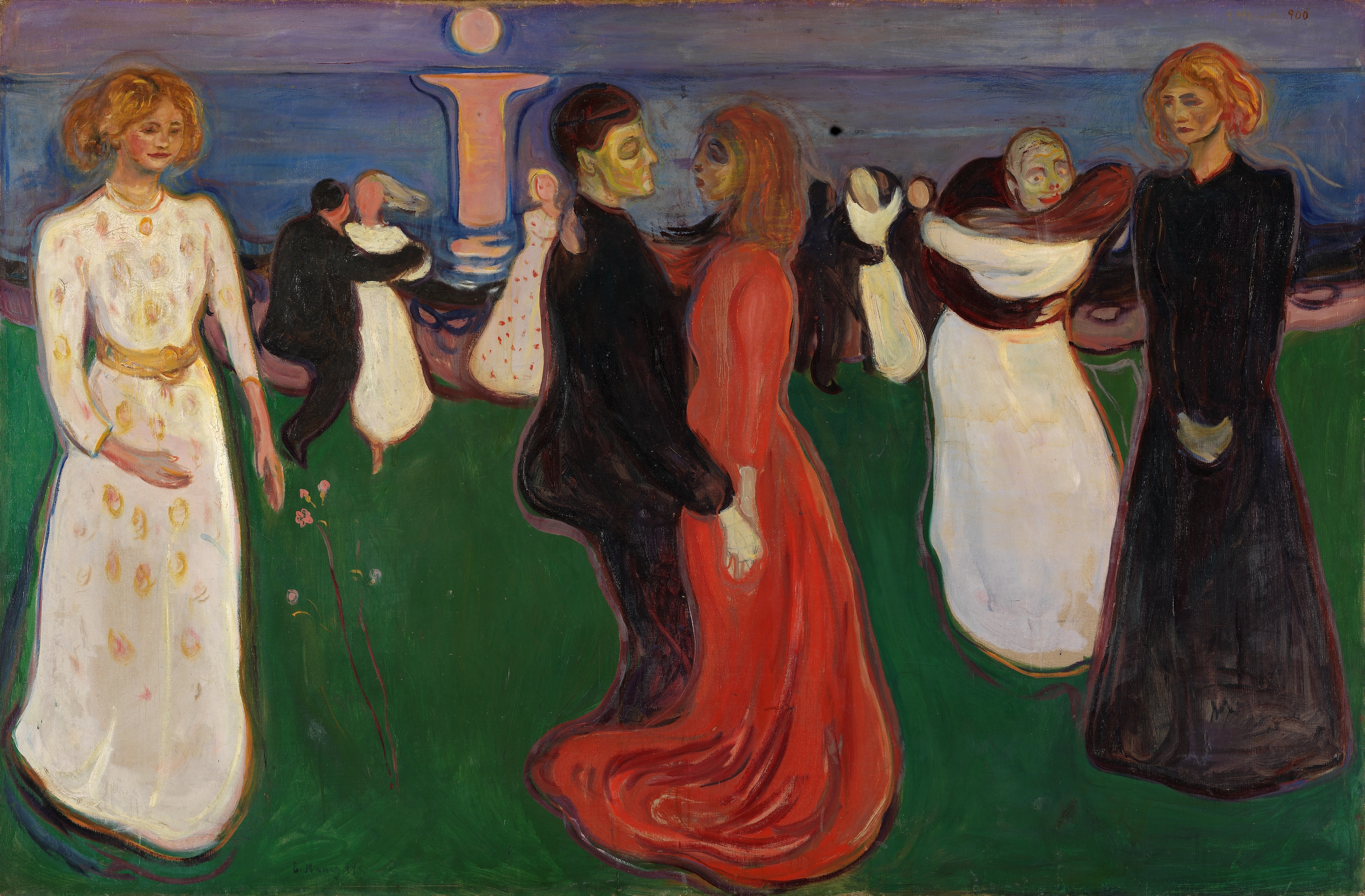
(1899 - 1900) — Dansul vieții - Muzeul Național, Oslo
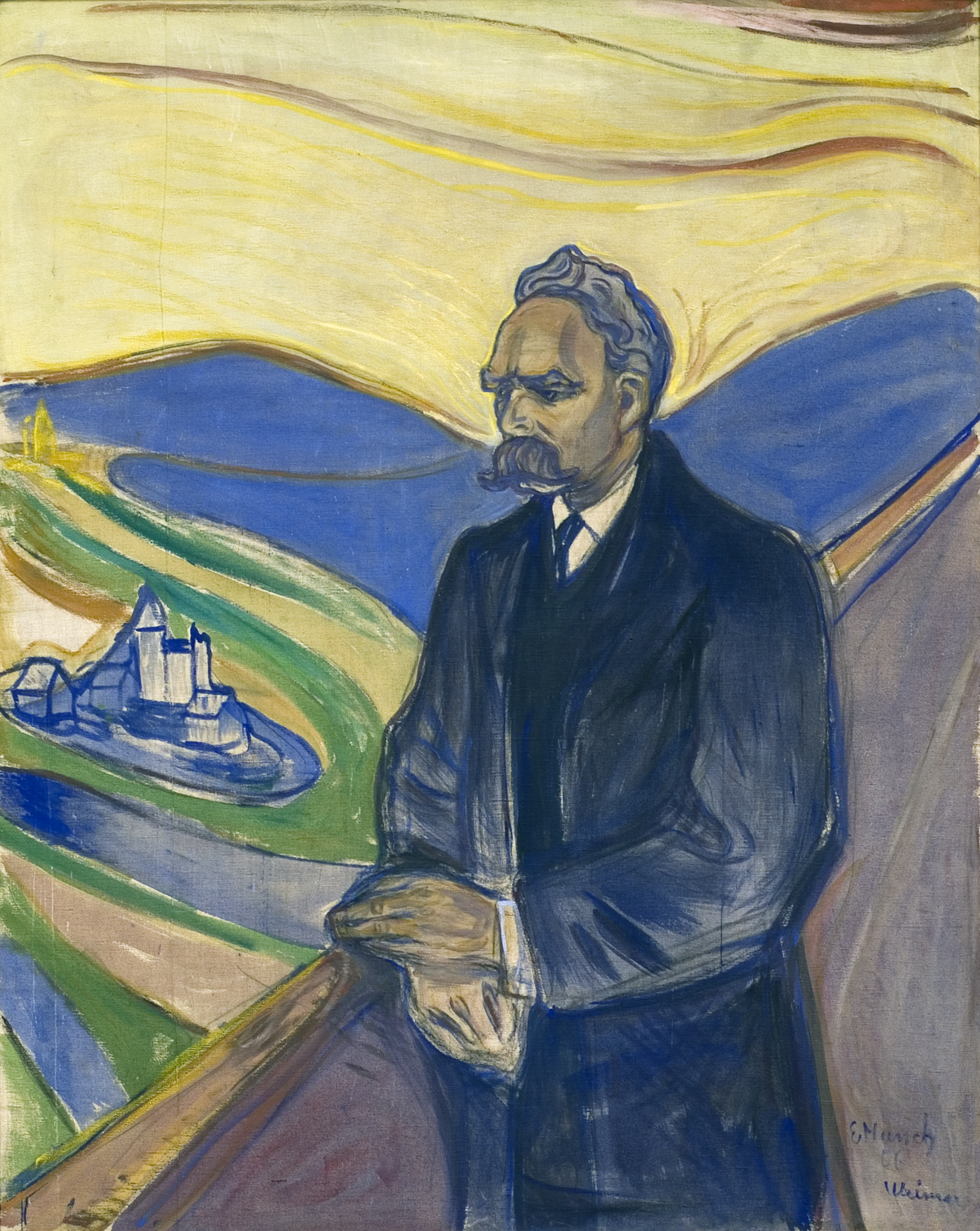
1905 — Porteretul lui Friedrich Nietzsche (1844 - 1900)

## Moștenirea lui Munch
Măiestria cu care Munch a reușit să dezvăluie secretele ascunse ale temelor abordate va fi un exemplu pe care îl vor urma mulți alți artiști. Ecourile surselor sale de inspirație sunt vizibile nu numai în lucrările expresioniștilor germani, ci și în creația a doi pictori austrieci, Oskar Kokoschka și Egon Schiele. Pictura lui Munch este studiată de asemenea cu atenție de Lucian Freud, care a continuat la începutul activității sale artistice tradiția germană a neorealismului (Neue Sachlichkeit). La fel ca Munch, Lucian Freud, servindu-se de liniaritatea desenului, reușește să reproducă pe pânză propriile sale stări de spirit.